# Anthophora tarsalis
Anthophora tarsalis är en biart som beskrevs av Hermann Priesner 1957. Den ingår i släktet pälsbin och familjen långtungebin. Inga underarter finns listade i Catalogue of Life.

## Beskrivning
Hanar och honor skiljer sig åt i utseende.
Hanen har svart grundfärg med vit överläpp och munsköld samt rödbruna käkar. Pannan har vitaktig behåring. Även mellankroppen har vitaktig päls, men uppblandad med svarta hår. Tergit 1 (första segmentet på bakkroppens ovansida) har blekgul päls och tergit 2 till 5 svart päls. Tergit 1 till 6 har dessutom vita hårband i bakkanterna. Kroppslängden varierar mellan 9,5 och 10 mm.
Honan har även den svart grundfärg. Hanens vita ansiktspartier saknas nästan helt, endast en svag vit mittstrimma syns på munskölden. Precis som hos hanen är käkarna rödbruna. Ansiktet har en mycket kort behåring av blekgula hår blandade med svarta. Samma typ av behåring, dock längre, förekommer på mellankroppen. Första tergiten har blekt gulgrå päls, övriga tergiter med tämligen tjock, grå päls och enstaka, ganska långa, brunaktiga hår. Tergit 5 har dessutom en "kudde" av mörkbruna hår i mitten, och långa, vita hår vid sidorna. Bakkroppen saknar några egentliga hårband, men de ljusa fogarna mellan tergiterna ger ändå en randig effekt. Kroppslängden varierar mellan 9 och 11 mm.

## Ekologi
Som alla i släktet är Anthophora tarsalis ett solitärt bi och en skicklig flygare som föredrar torrare klimat. Arten har påträffats i ökenliknande områden och oaser, som Västbanken, oasen Ein Gedi nära Massada väster om Döda havet i Israel, där den har setts flyga i februari och mars samt öknen öster om Nilen i Egypten. 

## Utbredning
Förutom i Egypten, Israel och Palestina har arten påträffats i Marocko och Algeriet